# 台湾草紫阳花
台湾草紫阳花（学名：Cardiandra formosana），又名台湾草绣球，为虎耳草科草紫阳花属下的一个种。其种加词“formosana”意为“台湾的”。